# Ferdinand Bahlmann

Magistratsrat Bahlmann, Mitte, als Vertreter der Oberbürgermeisters Piclum, 1933

Ferdinand Bahlmann  (* 19. Mai 1889 in Münster; † 29. Januar 1949 in Bochum) war ein deutscher Verwaltungsbeamter. 1945 war er kurzfristig als kommissarischer Bürgermeister Oberhaupt der Verwaltung der Stadt Bochum.

## Leben
Er trat am 21. Mai 1918 in den Verwaltungsdienst beim Landkreis Bochum. Spätestens nach dessen Auflösung 1929 war er als städtischer Justiziar bei der Stadt Bochum unter Stadtrat Braun tätig. 1930 wurde er Magistralrat, und später auch Stadtrechtsrat (Dezernent). Bei verschiedenen Veranstaltungen vertrat er den Oberbürgermeister. Er war 1. Vorsitzender der Zentrumspartei in Altenbochum, im katholischen Kirchenvorstand der Liebfrauenkirche Altenbochum, Geschäftsführer des Kreiskriegerverbandes sowie Geschäftsführer des Haftpflichtschadensausgleichs westdeutscher Städte. Im Zweiten Weltkrieg schrieb er ein Buch über die Haftung für Verdunkelungsunfälle von Kommunen.
Am 10. April 1945 übergab Bürgermeister Franz Geyer als Vertreter des geflohenen Oberbürgermeisters Friedrich Hesseldieck die Stadt den US-amerikanischen Truppen. Direkt danach übernahm die britische Militärregierung Bochum. Sie veranlasste am 15. April  Geyers Verhaftung und ernannte Bahlmann am 16. April zum Bürgermeister und Leitung der Verwaltung. Bahlmann war zu diesem Zeitpunkt der dienstälteste Dezernent.
In seine kurze Dienstzeit fiel die bedingungslose Kapitulation des Dritten Reiches am 8. Mai 1945, die er in seiner Eigenschaft als Chef der Stadtverwaltung der Bevölkerung bekannt gab. Einige Mitglieder des kommunalpolitischen Ausschusses der Stadt, der sich als Ersatz für den Rat selbst gebildet hatte, forderten unter Umgehung des Dienstweges Bahlmanns Ablösung, da sie ihm die Unterstützung ehemaliger Nationalsozialisten vorwarfen. Der Ausschuss wurde am 20. Juni von der Militärregierung aufgelöst.
Geyer wurde am 6. Juni 1945 aus der Haft entlassen. Ihm wurde direkt nach seiner Rückkehr nach Bochum mit Wirkung zum 1. Juli 1945 von der Militärregierung die Leitung der Stadt, bei gleichzeitiger Ernennung zum Oberbürgermeister, übertragen. Bahlmann blieb Bürgermeister bis zum 15. September 1945, als er auf ausdrücklichen eigenen Wunsch als Bürgermeister entbunden wurde. Der Verwaltung stand er als Städtischer Oberrechtsrat weiter zur Verfügung. In dieser Stellung war er bis 1948. Später wird er nicht mehr aufgeführt, aber auch sein Ausscheiden aus dem Amt wird nicht erwähnt.